# Llum, foc, destrucció!
Llum, foc, destrucció! és una docusèrie de 2025 dirigida per Oriol Estrada i Benet Román, centrada en el fenomen de Bola de Drac. Consta de quatre episodis i fou estrenada el 30 de maig a la plataforma 3Cat després de dues preestrenes en exclusiva al 30 Manga Barcelona i al Barcelona Film Fest.
L'estrena del documental a la plataforma 3Cat va tenir lloc una setmana abans de l'inici de l'emissió de Bola de Drac Súper en català.

## Sinopsi
Sense massa expectatives, el 15 de febrer de 1990 es va estrenar a TV3 l'anime Bola de Drac, tret de sortida del que esdevindria l'eclosió del manga i l'anime a Catalunya, que va desembocar en fenomen social. El documental se centra en la importància que va tenir l'anime Bola de Drac en la normalització lingüística del català, que es consolidà com a llengua natural del manga i de l'anime, i repassa també l'impacte social i cultural de la sèrie a Catalunya. Alguns temes del documental se centren en el paper de l'editorial Planeta en la difusió del manga a Catalunya, el paper cabdal que va jugar el mercat de Sant Antoni en l'intercanvi i difusió d'il·lustracions de Bola de Drac, l'aparició del Saló del Manga de Barcelona el 1995, l'impacte del desaparegut Canal 3XL en l'anime i la relació cultural entre Catalunya i Japó.
El documental combina imatges d'arxiu de TV3, entrevistes amb dobladors, editors, periodistes i fans. Entre els més de 40 testimonis entrevistats hi consten Marc Zanni, la veu catalana del Son Goku adult i narrador de la mateixa sèrie, el grup Els Amics de les Arts, el duet còmic Venga Monjas, la periodista Elisenda Pineda, la cuinera Maria Nicolau, cosplayers catalanes premiades internacionalment, l'aleshores editor de Planeta Antonio Martín, l'expert en manga Óscar Valiente, l'il·lustradora Pilar Bayés, el director de Selecta Visión Manu Guerrero, l'ex-director del Saló del Manga Jordi Sánchez Navarro, l'aleshores cap de programació de TV3 Oleguer Sarsanedes i el dibuixant Cels Piñol.

## Capítols
1. Fa molts i molts anys
2. La Songokumania
3. Goku és català
4. Generació Goku